# Richard John Griffith

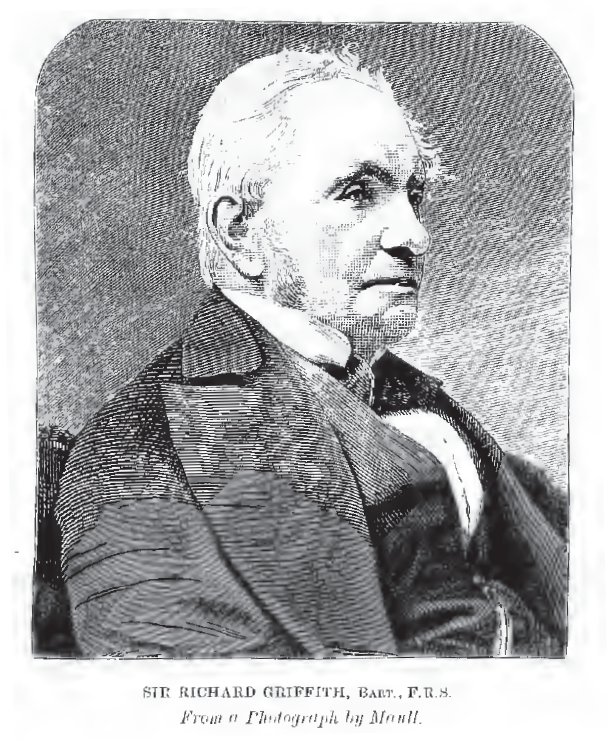
Richard Griffith

Sir Richard John Griffith (* 20. September 1784 in Dublin; † 22. September 1878 ebenda) war ein irischer Geologe, Bergbau-Ingenieur und Vorsitzender der Baubehörde von Irland. Unter seiner Leitung wurde die erste geologische Karte von ganz Irland vollendet, und er war der Autor der Bodenschätzung von Irland, die als Griffith’s Valuation bekannt wurde.

## Ausbildung und erste Berufserfahrung
Griffith wurde in der Hume Street in Dublin geboren. 1799 trat er in den Dienst der Royal Irish Artillery, zog sich jedoch nach einem Jahr wieder aus dem Militärdienst zurück, als das Corps mit dem von England vereinigt wurde, und widmete sich dem Bauingenieurwesen und dem Bergbau. Bei William Nicholson studierte er zwei Jahre Chemie, Mineralogie und Bergbau in London. Nach dem Abschluss seiner Studien führte er zunächst Untersuchungen die Bergbaureviere in verschiedenen Teilen von England, Wales und Schottland. Während eines Aufenthaltes in Cornwall entdeckte er Nickel- und Kobalt-Erze in Material, das als wertlos verworfen wurde. Nach der Geländetätigkeit schloss er in Edinburgh sein Studium bei Robert Jameson und anderen Lehrern ab. 1807 wurde er zum Fellow of the Royal Society of Edinburgh gewählt, und 1808 wurde er Mitglied der neu gegründeten Geological Society of London.

## Als Ingenieur und Geologe in Irland
Im selben Jahr kehrte er nach Irland zurück. 1809 wurde er von der Kommission beauftragt, die Art und Ausdehnung der Moore in Irland zu untersuchen, und nach Methoden zu suchen, sie zu erschließen. 1812 wurde er zum Professor der Geologie und Bergbaukunde der Royal Dublin Society ernannt, und trat später die Nachfolge von Richard Kirwan als staatlicher Mineninspektor an. Kurze Zeit darauf entschloss er sich, eine geologische Karte von Irland zusammenzustellen. In den nächsten Jahren führte er zahlreiche Erkundungen durch und veröffentlichte viele Berichte über Erzbezirke in Irland. Dieses Material bildete die Grundlage der ersten geologischen Karte des Landes, die 1815 veröffentlicht wurde. Der Hauptanteil der Karte geht jedoch auf die Arbeit von Patrick Ganly zurück, eine Tatsache, die Griffith nicht gerne zugab.
1822 wurde Griffith Ingenieur beim Bauamt der Stadt Cork, im County Kerry und in Limerick, und war bis 1830 mit der Reparatur alter Straßen beschäftigt und dem Bau neuer Straße bis in unzugängliche Winkel des Landes.

## Commissioner of Valuation
1825 wurde er schließlich von der Regierung beauftragt, eine Neuaufnahme der Grenzen in Irland durchzuführen. Diese Arbeit umfasste nicht nur die Grenzen der Countys, sondern auch die jeder anderen Verwaltungseinheit wie die Besitze der irischen Barone, Landgemeinden und Gemarkungen, und diente der Vorbereitung der ersten Vermessung Irlands durch den Ordnance Survey. Darüber hinaus arbeitete er an der Vorbereitung eines Parlamentserlasses mit, der der allgemeinen Schätzung von Irland dienen sollte.
Der Erlass erschien 1826, und Griffith wurde 1827 zum Commissioner of Valuation (‚Schätzungsbeauftragter‘) ernannt. Seine Arbeit begann jedoch erst 1830, als die neuen Sechs-Zoll-Karten (Six-Inches-to-the-Mile, etwa Maßstab 1:10.560) des Ordnance Survey erschienen, die er dem Gesetz nach als Grundlage für die Schätzung verwenden musste. Die Schätzungskarten von Griffith’s Valuation enthielten die Einzelheiten der verschiedenen örtlichen und öffentlichen Bodenschätzung, mit ihrer Erstellung war Griffith bis 1868, also fast 40 Jahre lang beschäftigt.
Die umfangreichen Untersuchungen im Rahmen der Schätzung boten ihm reiches Material zur Verbesserung seiner geologischen Karte, und die zweite Ausgabe wurde 1835 veröffentlicht, gefolgt von einer Karte mit kleinerem Maßstab (One-Inch-to-the-Mile, Maßstab 1:63.360). Diese dritte Auflage wurde 1839 von der Vermessungsbehörde (Board of Ordnance) herausgegeben und im Jahr 1855 ein weiteres Mal aufgelegt. 1850 wurde er zum Vorsitzenden der irischen Baubehörde ernannt. In Anerkennung seines großen Werkes und andere wissenschaftliche Leistungen verlieh ihm die Geological Society 1854 die Wollaston-Medaille, und 1858 wurde er zum Baronet erhoben.

## Letzte Ruhe
Er starb am 22. September 1878 im Alter von 95 Jahren in seiner Wohnstätte, Fitzwilliam Place Nr. 2 in Dublin. Zur Zeit seines Todes war er das älteste Mitglied der Geological Society of London und der letzte Überlebende des lange aufgelösten Royal Irish Regiment of Artillery. Er wurde neben seiner Frau Maria Jane auf dem Mount Jerome Cemetery in Harold’s Cross in Dublin begraben. Sein Grabstein trägt die Inschrift:

“Not slothful in business, fervent in spirit, Serving the Lord”

„Nicht faul in der Pflicht, feurig im Geist, ein Diener des Herrn“

## Schriften
- Outline of the Geology of Ireland. 1838.
- Notice respecting the Fossils of the Mountain Limestone of Ireland, as compared with those of Great Britain, and also with the Devonian System. 1842.
- mit Frederick McCoy: A Synopsis of the Characters of the Carboniferous Limestone Fossils of Ireland. 1844.
- mit Frederick McCoy: A Synopsis of the Silurian Fossils of Ireland. 1846 (archive.org)